# مسكيت (نبات)
المسكيت نبات شائك من جنس الغاف،(الاسم العلمي: Prosopis) ، ينمو في المناخ الجاف.

## الوصف العام لشجرة المسكيت
المسكيت هو اسم شائع للعديد من النباتات من جنس الغاف ، والتي تشتمل على أكثر من 40 نوعًا من أشجار البقل المتنوعة.
تتفتح أزهار هذه الأشجار من الربيع إلى الصيف وتنتج الشجرة ثمارها على شكل قرون يتراوح طولها بين 2 و 8 سم، والشجرة دائمة الخضرة وتبدل أوراقها بشكل دائم ولذلك فهي تعتبر من الأشجار القليلة التي تساهم في تثبيت النيتروجين في تربة البيئات الصحراوية، لأن تحلل الأوراق المتساقطة يؤدي إلى إغناء التربة بالنيتروجين .
ينمو المسكيت كشجيرة صغيرة في التربة الضحلة وقد تصبح شجرة كبيرة تصل إلى ارتفاع 15 م و قد يصل عرض جذعها إلى متر إذا نمت في تربة عميقة ذات رطوبة كافية، ويشكل المسكيت مظلة مستديرة بعرض متماثل تقريباً . و قد يكون لديه جذع واحد أو عدة جذوع مع العديد من الفروع .
يحتوي العديد من أصناف المسكيت على الأشواك التي تكون قوية وحادة .المجموع الجذري للشجرة قوي جداً، بحيث يمكن للشجرة أن تتعافى بعد قطعها في كثير من الأحيان.
شجرة المسكيت طويلة العمر بسبب تحملها للظروف المناخية القاسية ولندرة المياه.
تعتبر نباتات المسكيت ذات جذور عميقة و شديدة الصلابة و تم تسجيل وصول جذور المسكيت حتى عمق 47 م.

## مناطق الإنتشار
الموطن الأصلي للمسكيت هو جنوب الولايات المتحدة الأمريكية ومعظم جمهورية المكسيك وأجزاء واسعة من مناطق شمال وغرب أمريكا الجنوبية.
و تم نقله إلى مناطق كثيرة في أستراليا و أفريقيا و آسيا مثل منطقة القرن الإفريقي وجنوب أفريقيا و جنوب آسيا مثل الهند و سريلانكا .
عربياً، يوجد في معظم الدول العربية و ينتشر بكثافة في جمهورية السودان حيث قام البريطانيون بنشر بذوره بواسطة الطائرات الشراعية ويسمى هناك (خرنوب المعزى) .

## التاريخ

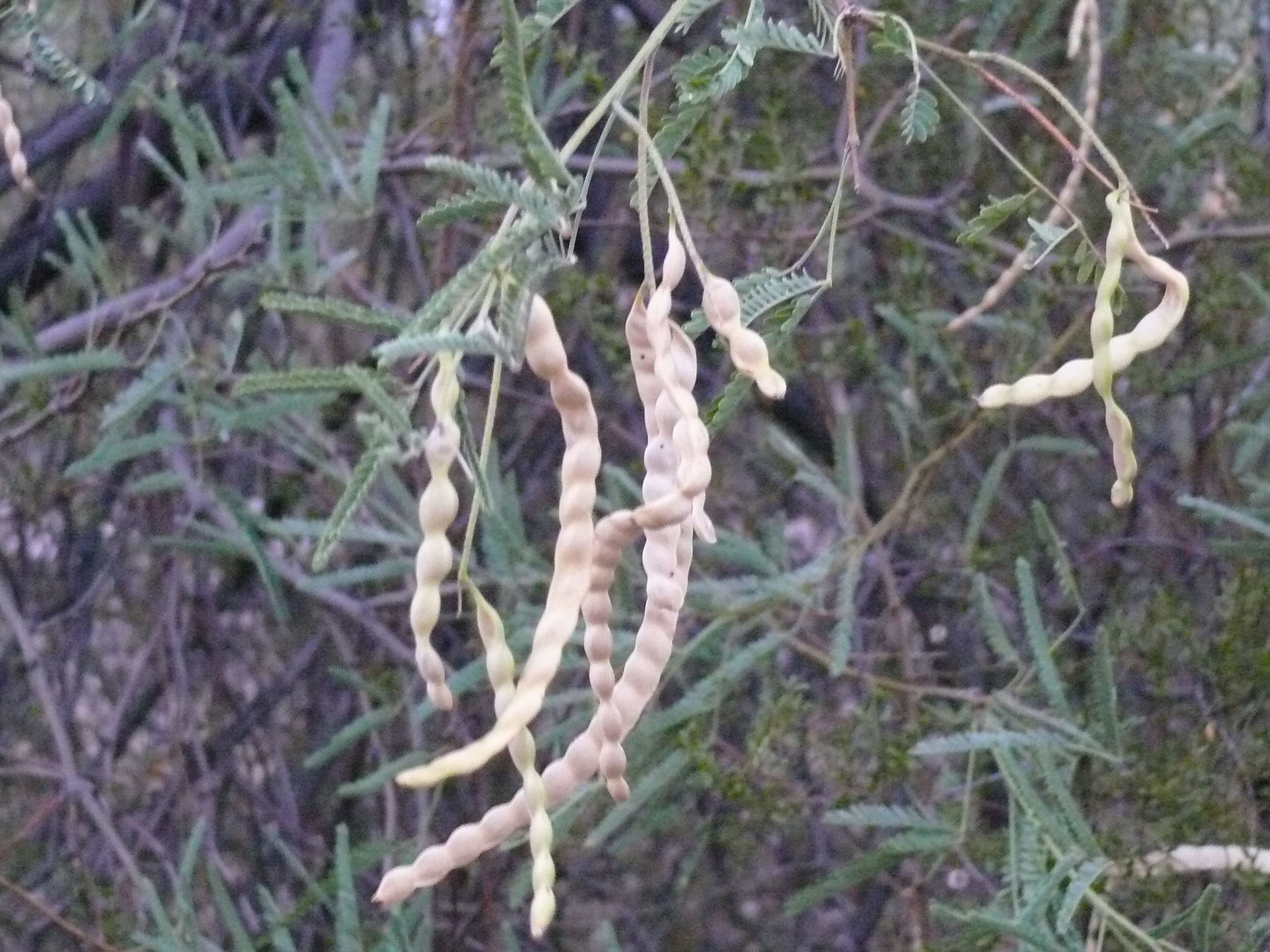
قرون المسكيت المخملي الجافة

يعتقد أن أشجار الغاف تواجدت في أمريكا الشمالية منذ العصر البليوسيني و أقدم استخدام مؤرخ لخشبها يعود إلى 3300 سنة قبل الميلاد.

## أصل الكلمة

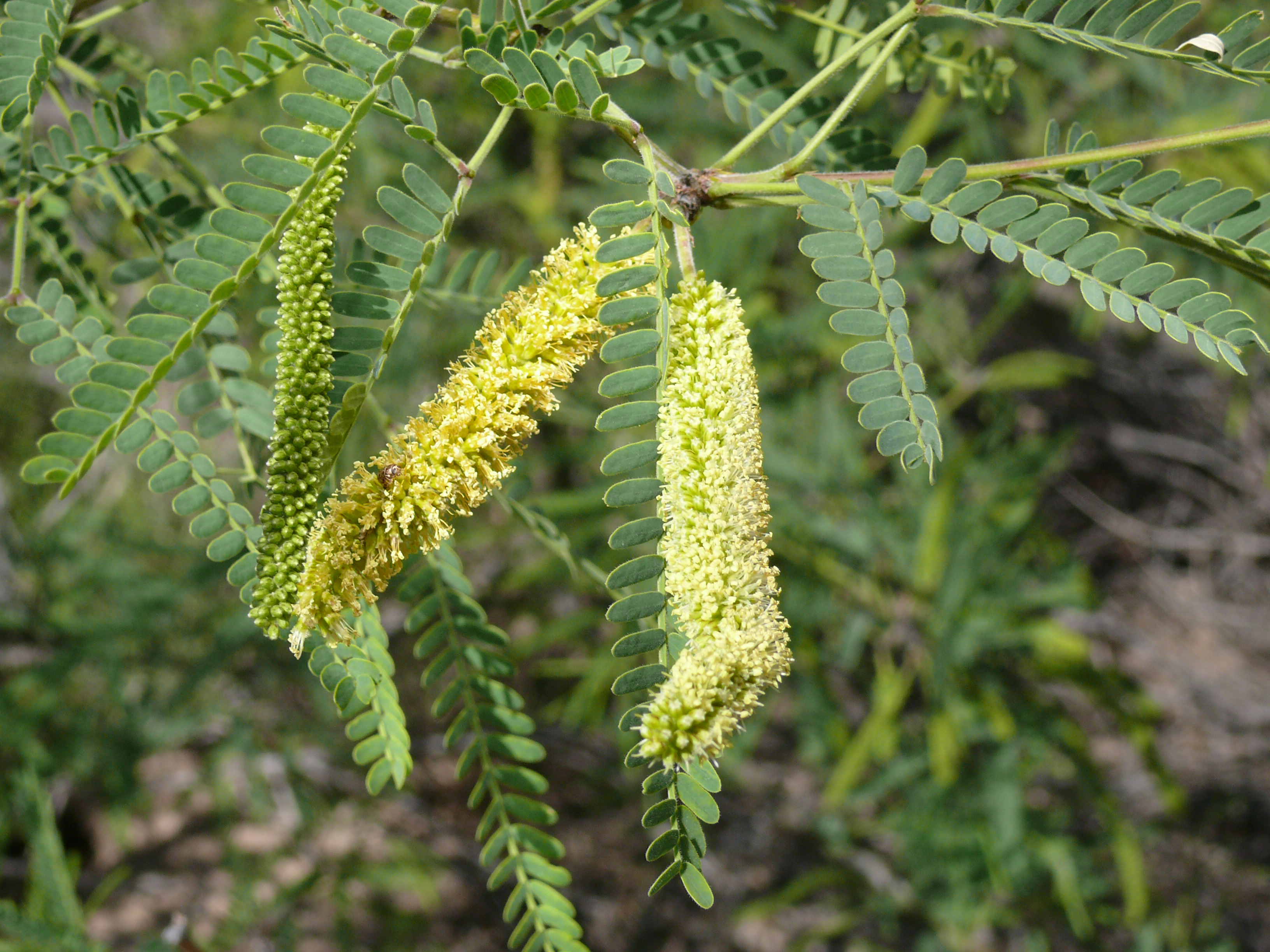
زهور المسكيت المخملي

أصل كلمة مسكيت يعود إلى كلمة (mezquite) الإسبانية المقترضة من  لغات الناواتل .

## الفوائد والاستخدامات

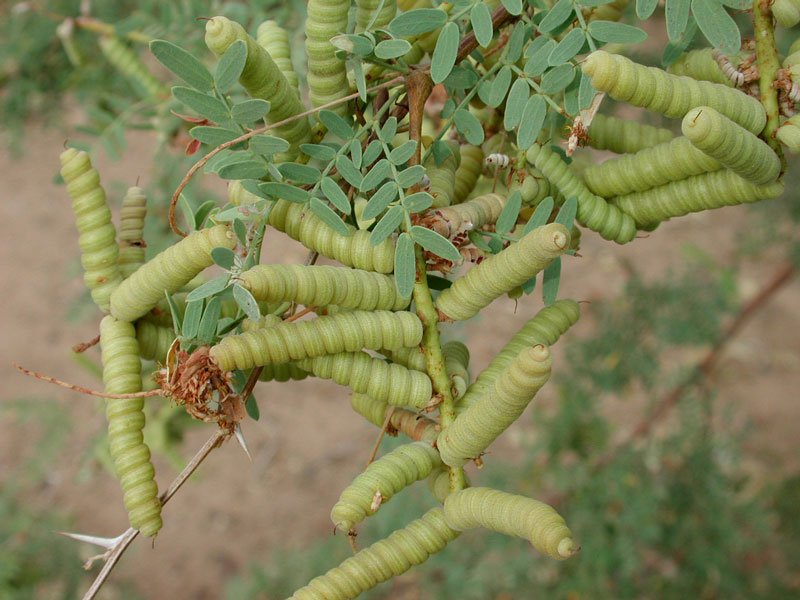
قرون المسكيت المسماري (Prosopis pubescens)

عندما تجف قرون المسكيت تصبح صالحة للأكل ويمكن طحنها وتحويلها إلى دقيق له العديد من الاستخدامات الغذائية ويمكن تحويله إلى خبز.
القرون يمكن أن تؤكل نيئة أو مسلوقة ویمکن أن تخزن في باطن الأرض لفترة طويلة دون أن تتلف .
تحتوي قرون المسكيت على كميات جيدة من الكالسيوم والمغنيسيوم والبوتاسيوم والحديد والزنك، كما أنها غنية بالأحماض الأمينية.
قرون المسكيت غنية بالألياف ومعتدلة السكر ولها نكهة حلوة وغنية تشبه دبس السكر المخفف والدقيق الناتج عنها يمتزج جيدًا مع العصائر أو المشروبات الأخرى ويعطيها مذاقاً حلواً معتدلاً .
تحتوي قرون المسكيت على مادة ال فلافانولات و هي مادة مهمة تدعم مرونة الأوعية الدموية .
يمكن خلال فصل الصيف العثور على عصارة ذات لون أحمر مائل إلى البرتقالي على أغصان أشجار المسكيت .
منذ القدم، أستخدم الناس هذه العصارة في العديد من العلاجات الطبية. حيث تم استخدام هذه العصارة كمرهم للحروق والجروح لتسريع عملية الشفاء. كما تم استخدام خليط من العصارة والماء للغرغرة لتهدئة التهاب الحلق، وقيل إن نفس الخليط قادر على علاج اضطراب المعدة .
شكَّلت قرون المسكيت في الماضي مصدراً غذائيًا مهماً للهنود الحمر، وفي المكسيك يستخدم نوعان من الصمغ المستخلص من نبات المسْكيت في صناعة الحلويات والأصباغ المكسيكية.
تستخدم قرون المسكيت الرمادي في صحراء طهار في الهند وباكستان في إعداد طبق يسمى سينغري .
تعتبر قرون المسكيت علفاً ممتازاً وتحتوي على نسبة جيدة من البروتينات .
توفر أشجار (مسكيت العسل ) الغذاء والمأوى لنحل العسل وبعض الحشرات الأخرى .
يساهم المسكيت بشكل كبير في النظام البيئي الصحراوي ، حيث تعتمد حيوانات مثل السناجب و الغزلان بأنواعها على قرون المسكيت في غذائها ، مثلها مثل الماشية عندما تكون متاحة ، و تتغذى الطيور على براعم الزهور.
كعضو في عائلة البقوليات ، يقوم المسكيت بإصلاح النيتروجين في التربة ،كما يمكن أن تساعد أشجار الصبار الصغيرة على النمو عن طريق زيادة كمية النيتروجين في التربة المحيطة بالصبار .
كما أن شجرة المسكيت توفر مساحة واسعة من الظل والتي توفر الملجأ للحيوانات البرية من شمس الصحراء الحارقة .
خشب المسكيت قوي ومتين و كان يستخدمه الأسبان الأوائل لبناء السفن، ويستخدم الآن بشكل شائع للأثاث الريفي الفاخر، كما تُستخدم القطع الصغيرة من خشبه كفحم ممتاز .

## المشاكل

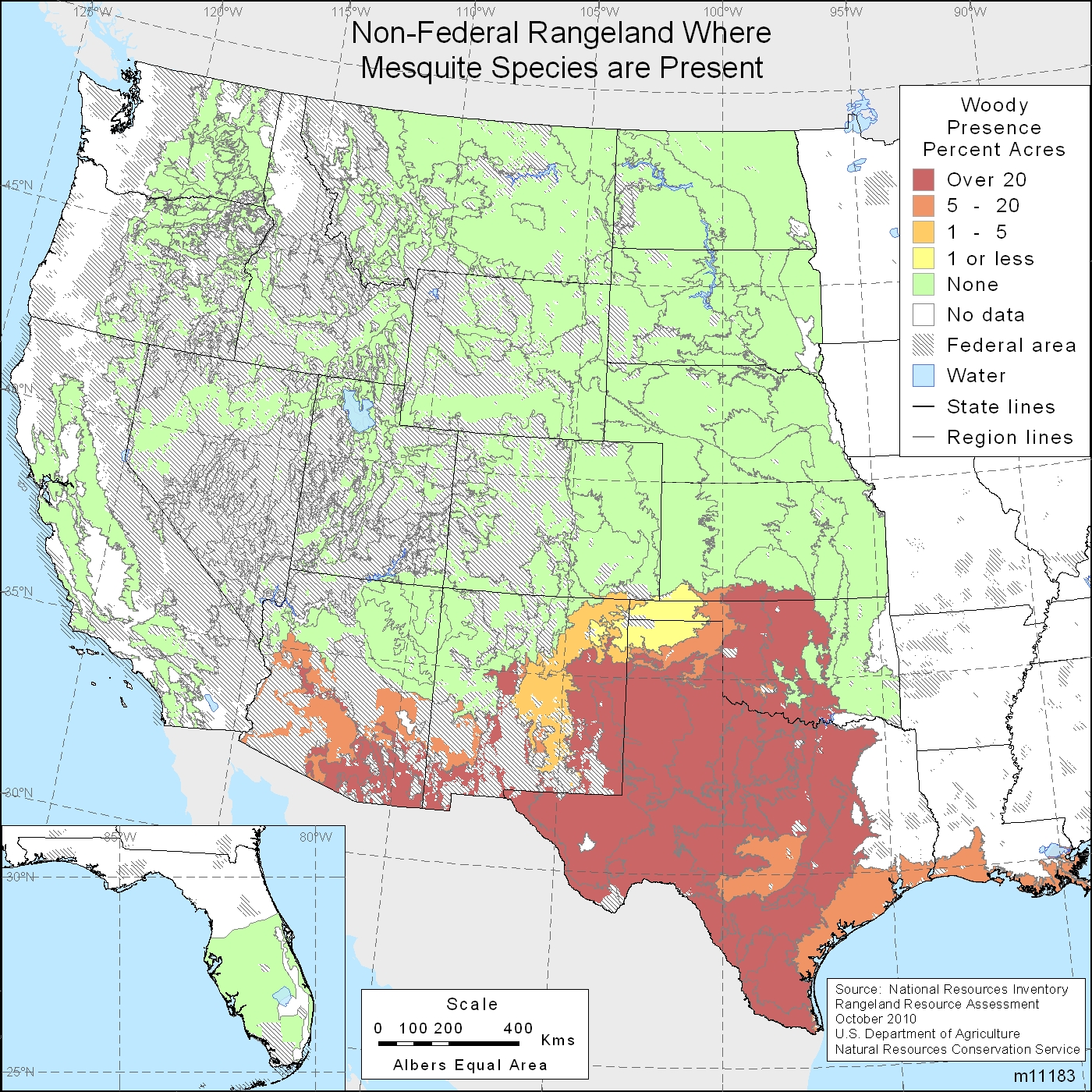
المناطق التي ينتشر فيها المسكيت جنوب الولايات المتحدة الأمريكية

تعد بذور المسكيت من أبرز عناصر قوة الشجرة، فكل بذرة مغلفة طبيعياً بغلاف محكم ولذلك فإنها غير قابلة للهضم وتخرج مع الفضلات وتكون صالحة للإنبات بشكل كامل، ولذلك تساهم الحيوانات في انتشارها .
أشواك المسكيت قوية وحادة و عندما ينمو المسكيت في المناطق البرية فإنه يغطي مساحة كبيرة بحيث تصبح الحركة في مساحات واسعة شبه مستحيلة لأن أشواك المسكيت تستطيع ثقب إطارات السيارات .
كما أن هذه الأشواك تتسبب في كثير من الأحيان بجروح للحيوانات التي تتغذى على قرون المسكيت .
تم إدخال مسكيت العسل (Prosopis glandulosa) إلى أجزاء من إفريقيا وآسيا وأستراليا ويعتبره الاتحاد العالمي للحفاظ على البيئة أحد أكثر الأشجار الغازية إشكالية في العالم.
و تعد المشكلة الرئيسية في قدرة النبات العالية على التأقلم مع الظروف القاسية ومحدودية الموارد في المناطق الجافة وشبه الجافة وبالتالي قدرته على الاستيلاء على مواطن نباتات أخرى كثيرة .
في أستراليا تمت زراعة المسكيت بهدف تثبيت التربة لمقاومة عوامل التعرية وقد انتشر حالياً ليغطي مساحة تقارب المليون هكتار .
في جنوب الولايات المتحدة، أصبح نبات المسكيت هو النبات المهيمن على حوالي 25% من الأراضي العشبية شبه الجافة (حوالي 38 مليون هكتار) ، و انتشرت أشجار المسكيت في تلك المناطق بشكل قضى على غالبية النباتات البرية الأخرى، علماً أن أكثر نوعين في تلك المنطقة هما (مسكيت العسل)(Prosopis glandulosa) ، و (المسكيت المخملي) (Prosopis velutina) .

## طرق السيطرة
السيطرة على المسكيت مهمة صعبة. إحدى الطرق المستخدمة هي اقتلاع الشجرة حتى عمق 20 سم تحت الأرض وهي طريقة مكلفة جداً للمساحات الواسعة .
يمكن أيضاً استخدام الحرق ولكن تأثيره سيمتد ليقضي على جميع الغطاء النباتي بالكامل كما أن بعض أنواع المسكيت مقاومة للحريق .
يمكن أيضاً استخدام بعض أنواع المبيدات الزراعية للقضاء على الأشجار بشكل فردي ولكن هذه الطريقة مكلفة أيضاً للمساحات الكبيرة.

## الأنواع
أهم أنواع المسكيت هي :

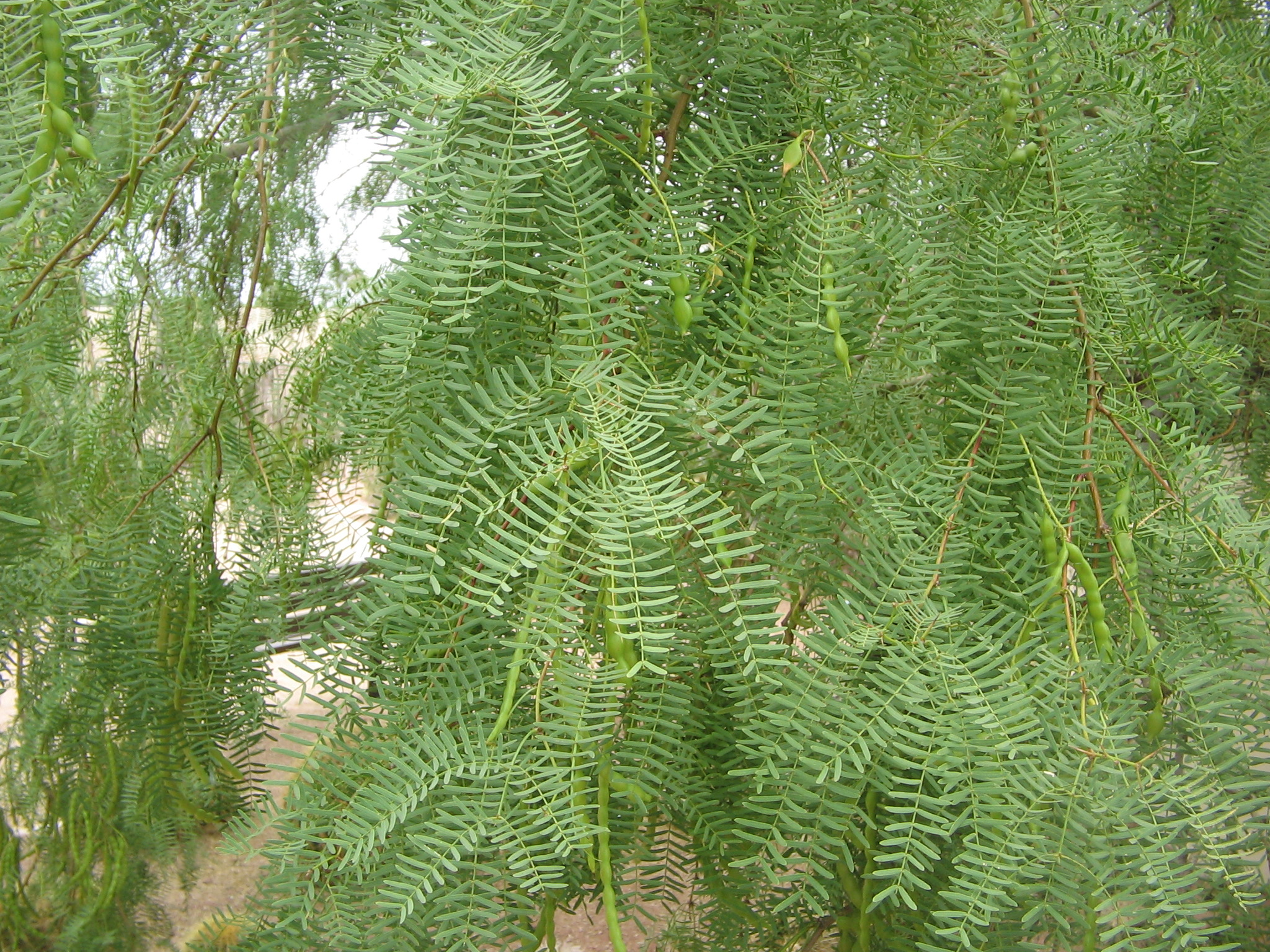
مسكيت العسل

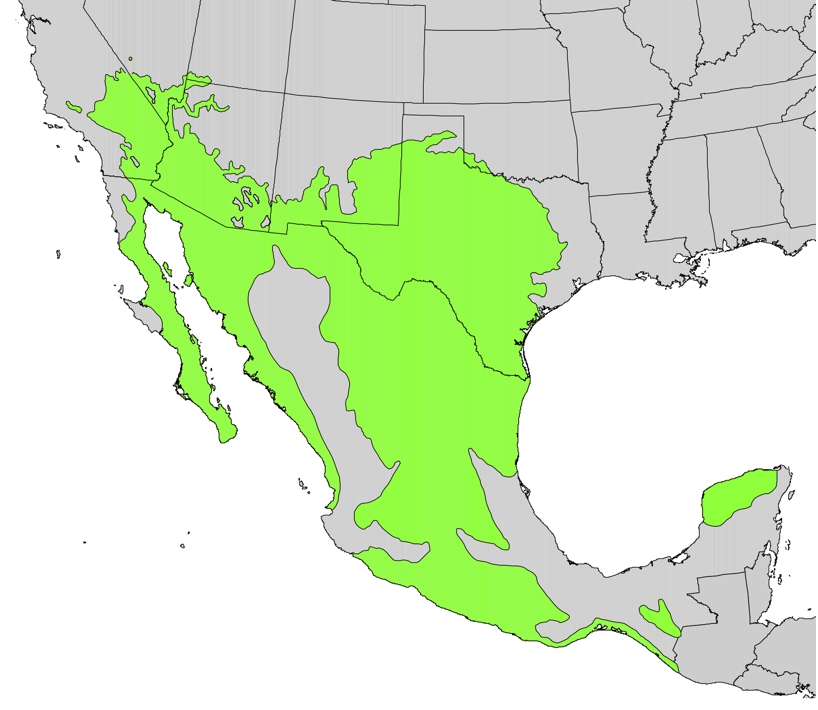
مناطق انتشار مسكيت العسل في أمريكا الشمالية

المسكيت الأبيض أو غاف أبيض ، و اسمه العلمي (Prosopis alba) .
المسكيت الرمادي أو غاف رمادي ، (Prosopis cineraria) .
المسكيت التشيلي، (Prosopis chilensis) .
مسكيت العسل، (Prosopis glandulosa) .
الغاف عسيلي الأزهار ، (Prosopis juliflora) .
المسكيت الناعم، (Prosopis laevigata) .
المسكيت الأسود، (Prosopis nigra) .
مسكيت الخروب الأمريكي، (Prosopis pallida) .
المسكيت المسماري، (Prosopis pubescens) .
المسكيت الزاحف ، (Prosopis strombulifera) .
المسكيت المخملي ، (Prosopis velutina) .

## معرض صور

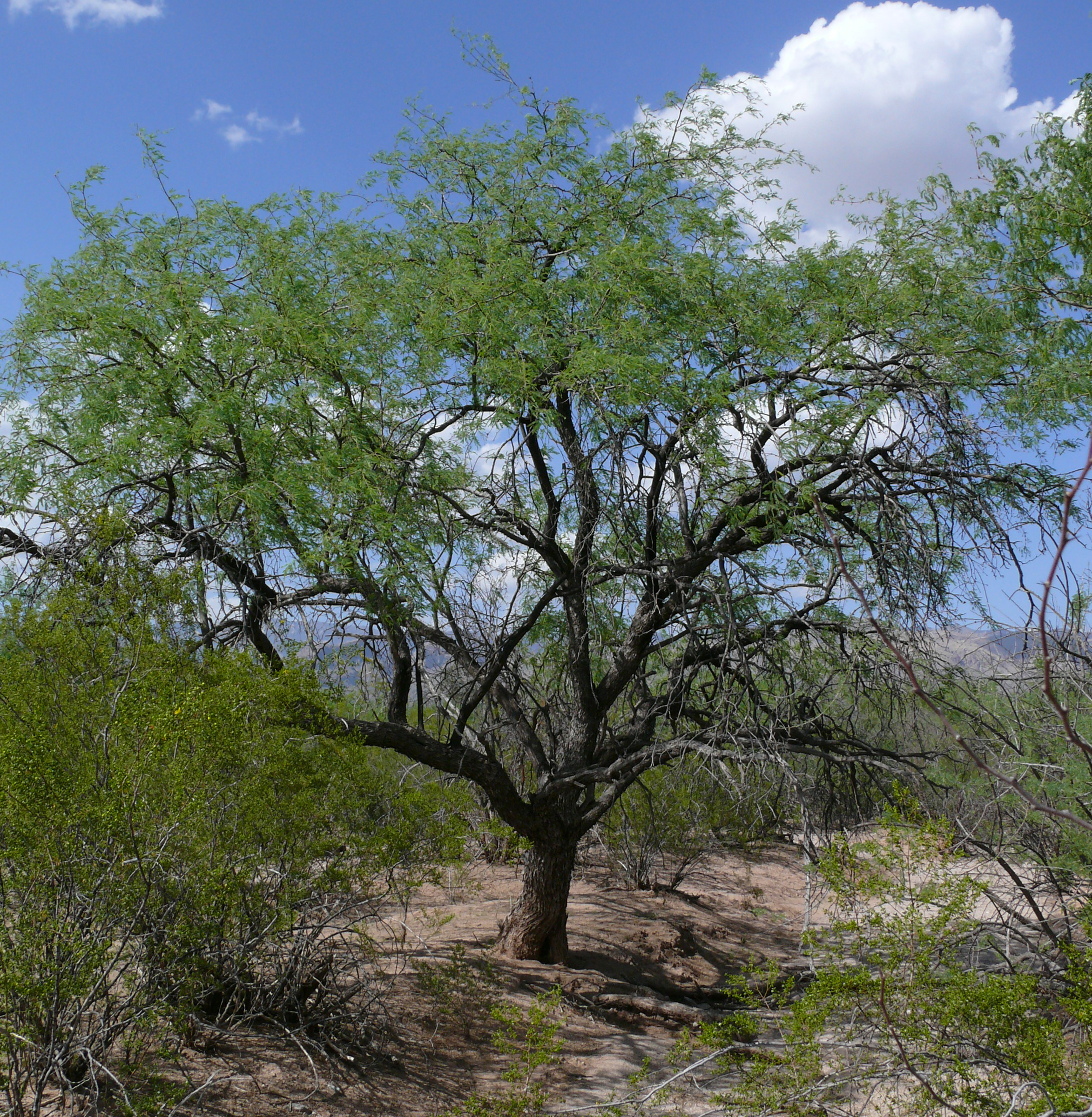
المسكيت المخملي
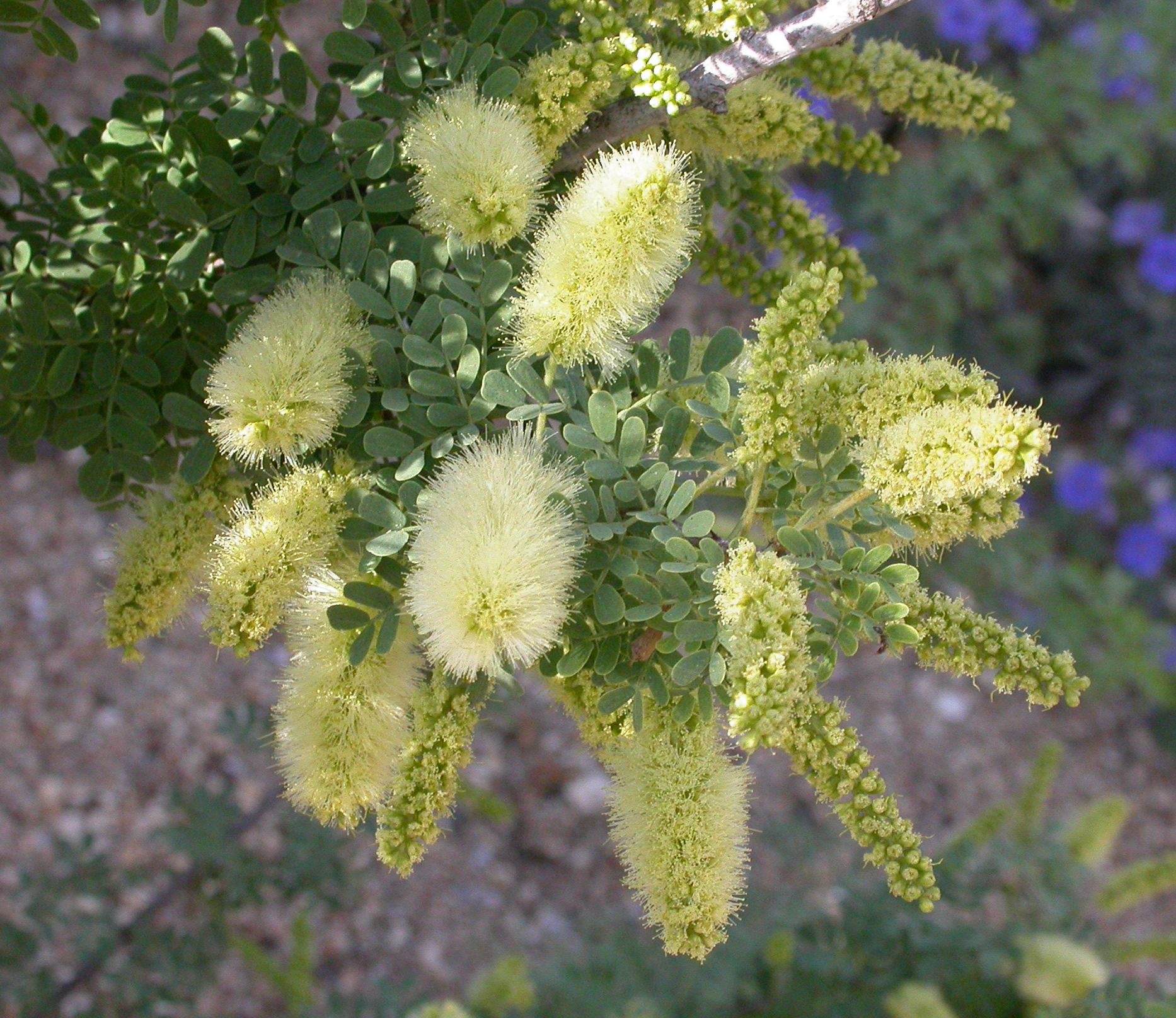
زهور المسكيت المسماري
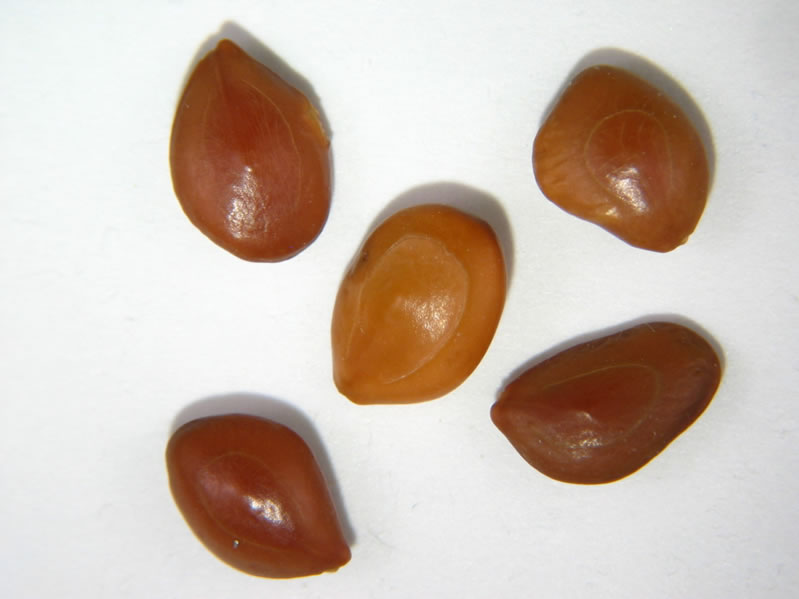
بذور المسكيت بعد إزالة غلافها
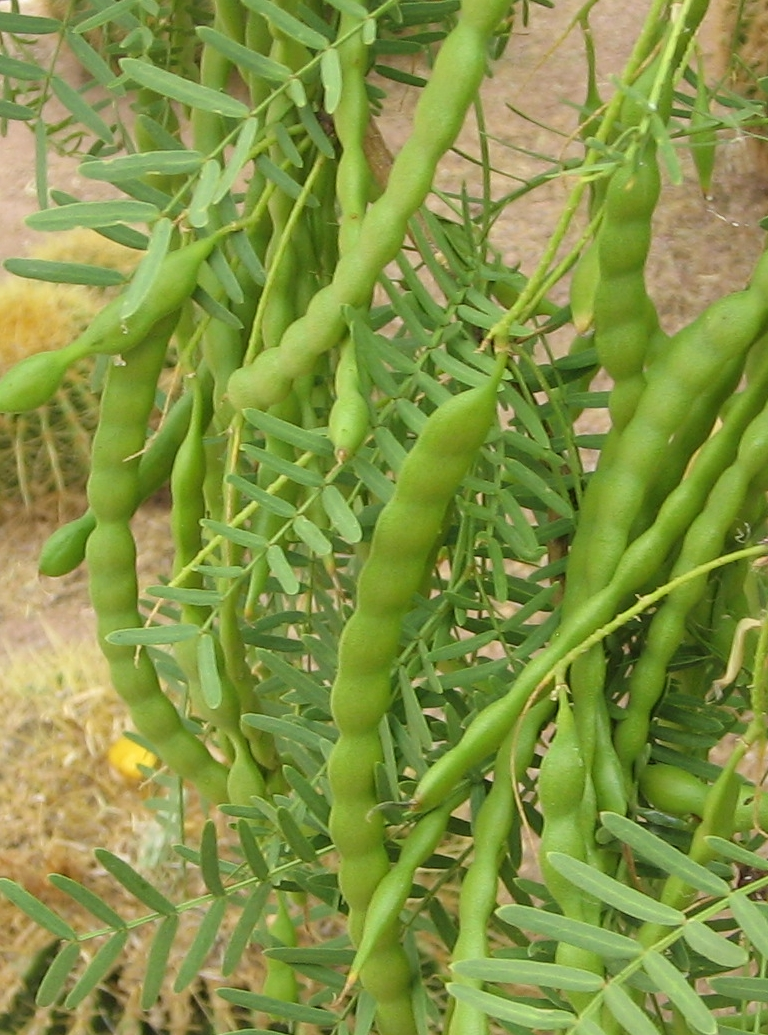
قرون مسكيت العسل
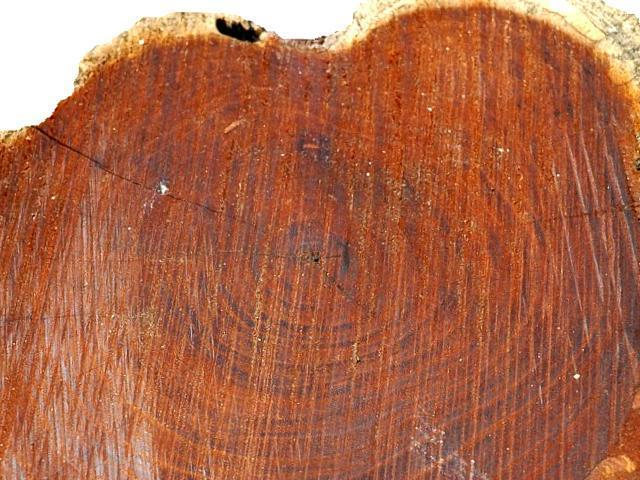
متانة خشب المسكيت الأسود
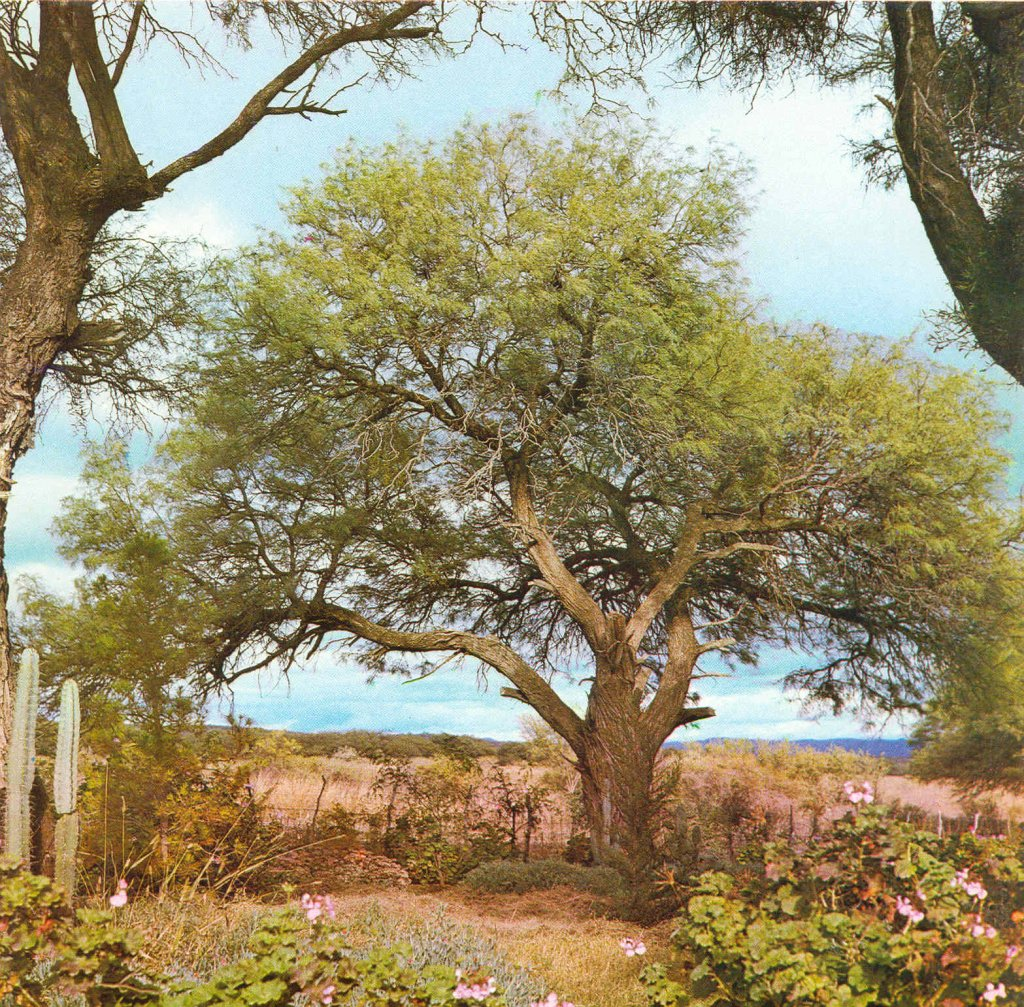
المسكيت الأبيض